# Tettigidea prorsa
Tettigidea prorsa är en insektsart som beskrevs av Scudder, S.H. 1877. Tettigidea prorsa ingår i släktet Tettigidea och familjen torngräshoppor. Inga underarter finns listade i Catalogue of Life.